# Ceresin
Ceresin (auch Zeresin, Cerosin, Cerin, Erdwachs, Mineralwachs, Ozocerotin oder künstliches Wachs genannt) ist ein wachsartiges Harzprodukt. Es wird als Ersatzstoff für Bienenwachs unter anderem für Wachskerzen verwendet.
Ceresin wird durch Erwärmen unter Zugabe von 6 bis 10 % Schwefelsäure aus Ozokerit hergestellt – einem organischen Mineral, das im Bergbau gewonnen wird und im Wesentlichen aus Kohlenwasserstoffen besteht.
Zur Entfärbung wird das Ceresin mit Kohle behandelt und erhält so eine hellgelbe Farbe. Zur vollständigen Entfärbung wird Schwefelsäure und Natronlauge verwendet. Eine etwas weniger ergiebige säurefreie Herstellung ist unter Verwendung von sehr viel Kohle, anschließender Extraktion mit Benzin oder Schwefelkohlenstoff, Filtrierung und Abdestillation der Lösungsmittel möglich. Das so entstehende reine Ceresin ist weiß, geruchlos und hat einen Schmelzpunkt von 62 bis 80 °C.